# Obereopsis submodica
Obereopsis submodica är en skalbaggsart som beskrevs av Stefan von Breuning 1974. Obereopsis submodica ingår i släktet Obereopsis och familjen långhorningar. Inga underarter finns listade i Catalogue of Life.